# 盜屍
盜屍是指盜取屍體的行為。
中國的盜墓或發塚通常不盜屍體，而是陪葬品，屍體是無法交換金錢的物質。但也有一些性變態者喜歡盜女屍予以姦淫，更有一些農村盛行陰婚（鬼婚），沒有成婚的男性在去世後，由家人為其尋找一位女性屍體合葬，因此常有女屍被盜。盜屍有時是為了鞭屍洩恨，例如伍子胥挖掘楚平王墳墓鞭打楚平王尸體。此外《清史稿·姚立德传》卷325還记载，吏部侍郎姚立德为官严谨，“阳穀民王伦为乱，立德分守东昌，城圮难守，引运河水绕城壕，恃以为固；檄发伦先墓，磔其尸。”饑荒時期也有人盜屍食屍。明朝正统年间，在山东济南一带有辱尸“抗旱”的迷信，大旱之年，開棺辱屍，磔其手足，稱之“打旱骨樁”。张冀曾向明英宗朱祁镇上书，希望嚴禁。纪晓岚在《阅微草堂笔记》写道，“掘而焚之，亦往往致雨”。
十八、十九世紀英國的解剖學蓬勃發展，需要屍體進行解剖，所以大量的窮人及貧困工人的屍體變成盜屍者的獵取對象。在中世紀及文藝復興時期的歐洲，有記錄指學習醫術及美術的學生會從殮房、民居、墓地等地方盜取的屍體，以學習人體解剖學。藝術家達芬奇和米開朗基羅都曾盜取屍體，透過解剖認識人體，令他們作品更臻完美。

## 文化
《聊齋誌異》中的《竇氏》中的南三復，由於害死未婚妻，被冤魂作祟，多次被指控盜屍。